# Pozo de los Humos
El Pozo de los Humos es un salto de agua situado en el curso del río las Uces, a su paso por los términos municipales de Masueco en su margen izquierda y de Pereña de la Ribera en su margen derecha, al noroeste de la provincia de Salamanca, en Castilla y León, España.
Es uno de los lugares de mayor atractivo turístico del parque natural de Arribes del Duero.

## Características
El Pozo de los Humos se produce porque las aguas del río de las Uces se encuentran con un abrupto cambio de las rocas debido a una falla geológico, que pone en contacto un granito con rocas metamórficas, más fáciles de erosionar y que han desaparecido. En este punto el cauce del río se ensancha y busca una forma de continuar, que solo encuentra cuando rebosa por encima del obstáculo y se precipita formando el salto de agua que todo el mundo quiere ver.
La granítica pared por la que fluye la cortina de agua tiene una caída libre de cincuenta metros, que al llegar abajo forma una nube de vapor que se eleva por todo el contorno siendo un espectáculo inolvidable que no tiene parangón en la península ibérica.
Unos pocos metros antes de la caída de aguas del río de las Uces, su torrente se bifurca, dando lugar a que además de la cascada de los Humos haya otra por su parte derecha llamada el Pozo de las Vacas, llamado así según la leyenda del lugar que habla de que allí se despeñó un carro, tirado por dos vacas y cargado de trigo, cuando se dirigía en dirección a un molino cercano.

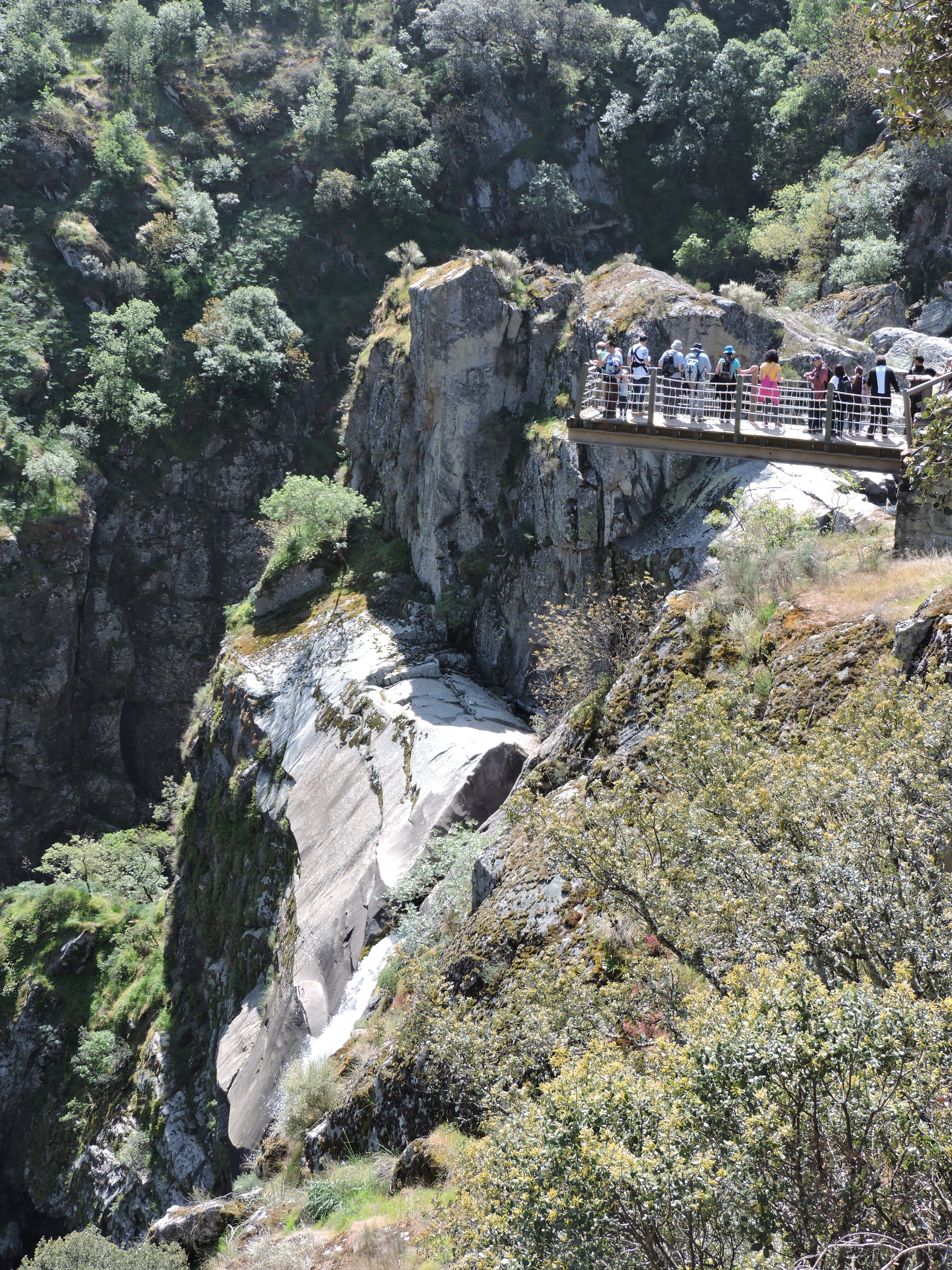
Pasarela del mirador de Masueco

La ladera que baja hacia el río por la parte de Masueco se llama la Roblea, hay una senda que conduce a la coronación de la cascada donde una pasarela permite asomarse al vacío y por una angosta vereda serpenteante, llamada la Cañada de Zarzalino, se puede bajar al pozo. Por la parte de Pereña se llama Palla Rubia, donde otra senda baja hasta el estanque formado después de la caída. Unos cientos de metros más abajo el río de las Uces tributa al Duero en el paraje llamado el Trincalino en el reculaje de la presa de Aldeadávila.
Al no tener embalse regulador, el caudal adecuado en el río río de las Uces para disfrutar del lugar es desde diciembre hasta mayo. En el Pozo de los Humos y según la tradición no ha nevado nunca.
En Palla Rubia hay una cueva natural en la roca donde se pueden apreciar pinturas rupestres.
Por la orilla de Masueco, a cien metros del pozo aguas abajo se despeña desde trescientos metros un regato llamado la Cribera y en el mismo estanque del pozo por la parte de Pereña de la Ribera cae desde cincuenta metros otro regato conocido como el de Palla Rubia.
La zona tiene un microclima mediterráneo cálido, en la cual florecen robles, quejigos, enebros, castaños, olivos, jarales, endrinos, escoba rubia, cantueso, alguna encina y matorral.
Animales como el jabalí, zorro, perdiz, buitre leonado, alimoche, águila perdicera y  multitud de pequeñas aves y roedores pueblan la zona.

## Literatura

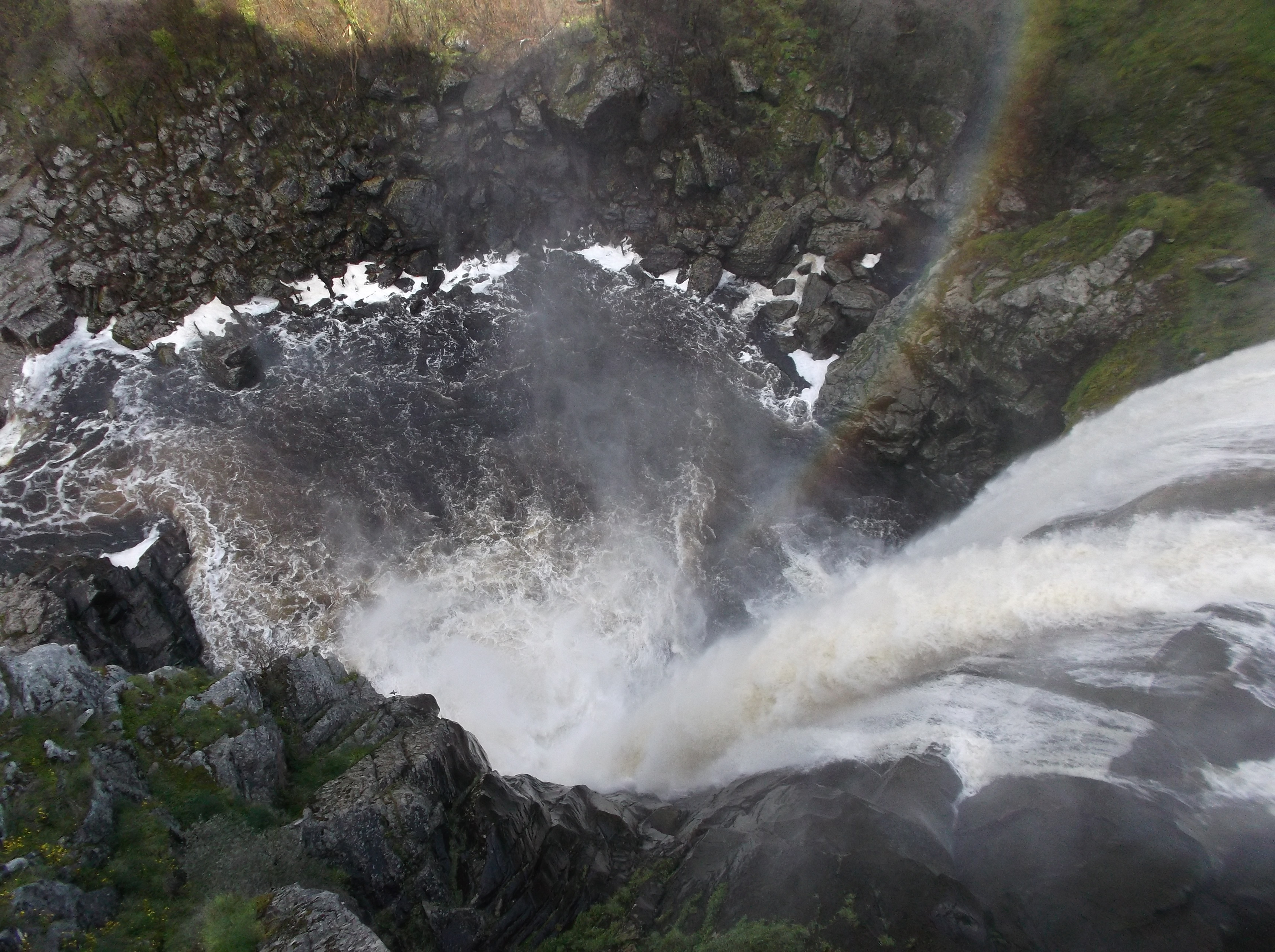
Vista desde el mirador de Masueco

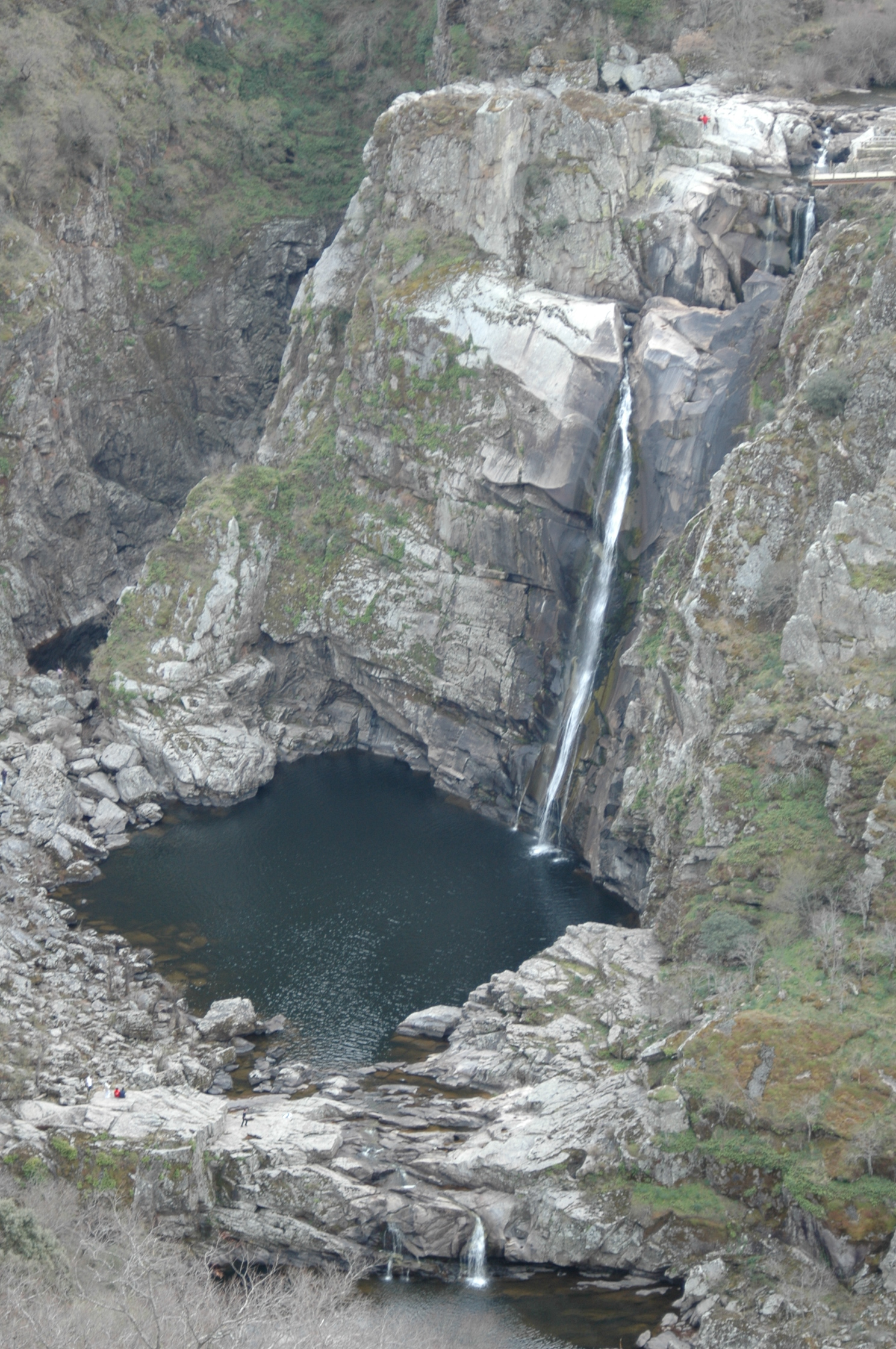
En un momento de menos caudal

El famoso escritor bilbaíno Miguel de Unamuno dejó por escrito su fascinación al ver la cascada desde Masueco.

El primer pueblo de La Ribera a donde llegué fue Masueco... Al siguiente día de mi llegada fuimos a ver la cascada de los Humos, en los arribes de uno de los afluentes al Duero... Es singular el atractivo del agua. Estaríase uno las horas muertas contemplándola fluir, dejándose ganar el espíritu por la sensación purísima que su constante curso nos produce. El agua es acaso la que mejor imagen nos ofrece de la quietud en el movimiento, del solemne reposo supremo que del concierto de las carreras de los seres todos surge. En el estanque duerme el agua reflejando al cielo, pero con no menos pureza lo refleja en el cristal de un sosegado río, cuyas aguas, siempre distintas, ofrecen la misma superficie siempre. Y en la cascada misma, por donde se despeña bramando, preséntanos una vena compacta, una columna que acaba por parecer sólida. ¡Enorme fuerza la que sin aparato alguno, con la sencillez del coloso, despliega!... Es una de las más hermosas caídas de agua que pueden verse entre aquellos tajos adustos. Divídese la cascada mayor en dos cuerpos debido a un saliente de la roca, y va a perderse en un remanso de donde surge el vapor que ha valido al paraje el nombre de los Humos. Junto a la inmensa vena líquida, a su abrigo, en las quebraduras y resquicios de la roca, anidan palomas que revolotean en torno del coloso. Este irá desgastando poco apoco el desnivel que le produce, y es seguro que cada año se achica la cascada, aunque sólo sea en un milímetro o en fracción de él. ¡Los siglos que habría necesitado el agua para excavar tales tajos y reducir análogas cascadas!.
Parte del relato publicado en la revista bilbaína 'Ecos Literarios' (19 de marzo de 1898), Miguel de Unamuno.